# Apisa metarctiodes
Apisa metarctiodes là một loài bướm đêm thuộc phân họ Arctiinae, họ Erebidae.